# Affaire Jessyca Sarmiento
L'affaire Jessyca Sarmiento est une affaire criminelle française concernant la mort d'une prostituée péruvienne, renversée par une voiture conduite par trois hommes dans le bois de Boulogne à Paris le matin du 21 février 2020, six mois après son arrivée en France.
Son décès intervient dix-huit mois après celui de sa compatriote Vanesa Campos, dans un contexte d'augmentation des violences contre les travailleuses du sexe qui est, selon les associations, une conséquence directe de la loi de 2016 pénalisant leurs clients.

## Biographie de la victime
Jessyca Sarmiento est née le 3 septembre 1981 dans la province de Cañete, au sud de Lima. Elle est fille unique d'une seconde union et grandit dans une situation très précaire. Elle est victime de violentes agressions. Elle se prostitue plusieurs années en Argentine, avant d'arriver en France en avril 2019. Elle est accueillie par une compatriote à Colombes. Elle travaille au bois de Boulogne, suffisamment pour payer son loyer et envoyer un peu d'argent à son demi-frère, dont la fille est également trans, pour chercher à l'encourager à rester à l'école. Mais Jessyca Sarmiento rêve de devenir cuisinière, et pour ce projet elle se fait aider par l'association Acceptess-T ; elle y prépare son recours contre une obligation de quitter le territoire française notifiée en août 2019, et prend des cours de français. Elle est « studieuse, appliquée, et généreuse, apportant à chaque séance le repas pour ses camarades ». Son professeur de français la décrit comme « discrète et timide » mais déterminée à s'exprimer en français.

## Faits
Le matin du 21 février 2020, sur l’Allée de la Reine-Marguerite, Jessyca Sarmiento est fauchée par une voiture. Deux témoins préviennent la police. Selon eux, une Renault Clio avec trois personnes à bord aurait volontairement foncé sur la victime, avant de fuir sans même s'arrêter,,,,. Des témoins expliquent que Jessyca Sarmiento pourrait avoir été visée en aveugle, après des altercations entre ses assaillants et d'autres personnes trans le soir même. Elle décède vers 2h40, malgré l'intervention des pompiers.

## Hommages
Une manifestation est organisée le samedi 29 février, avec un départ de l’allée de la Reine Marguerite. Une centaine de personnes sont présentes. Le frère de Jessyca, Severino, venu du Pérou grâce à la générosité d'un donateur d'Acceptess-T, prend la parole, de même que les représentants d'Acceptess-T, du STRASS et du projet Jasmine. Les slogans dénoncent l'inaction de l’État et celle de Marlène Schiappa, secrétaire d’État à l’égalité femmes/hommes : « Jessyca assassinée, Schiappa complice ! ». Act Up-Paris réunit la somme nécessaire aux frais funéraires et au rapatriement du corps au Pérou. 
Un an après le meurtre, au moment où l'on apprend le renvoi aux assises de neuf hommes accusés d'avoir tué Vanesa Campos, Acceptess-T appelle à un rassemblement en mémoire de Jessyca Sarmiento.

## Contexte
Ce décès survient dans un contexte d'augmentation des violences contre les travailleuses du sexe,, un an et demi après celui de Vanesa Campos, une autre travailleuse du sexe trans péruvienne, tuée par balle en août 2018 au Bois de Boulogne. Selon Acceptess-T, 10 travailleuses du sexe auraient été assassinées en 2019 en France, chacun de ces meurtres entrainant « une forme d’intériorisation, de normalisation des violences », selon Giovanna Rincon.  
Depuis 2016, les personnes achetant des services sexuels peuvent être sanctionnées d'une amende allant de 1 500 à 3 500 €. D'après les travailleuses du sexe, les conséquences sont nombreuses : le nombre de clients et leurs revenus diminuent, et les violences augmentent parce que les clients profitent de leur précarité accrue. Giovanna Rincon explique que « depuis l'assassinat de Vanesa Campos, les agressions, parfois quasi-mortelles, se répètent ». Selon le STRASS, depuis la mort de Vanesa Campos, Marlène Schiappa aurait réaffirmé son soutien aux associations abolitionnistes. Le syndicat déplore le silence du gouvernement : « On attend toujours le rapport d'évaluation de la loi de 2016 ! Un décès de plus et le gouvernement ne nous répond toujours pas ! ». Selon Giovanna Rincon : « On nous dit que la loi garantit la dignité des personnes, or nous les personnes concernées, nous les femmes trans migrantes, avons la preuve avec le sang des morts que c'est faux ».

## Suites judiciaires
Le 1er district de police judiciaire de Paris est chargé de l’enquête. La nuit du meurtre, une Clio pouvant correspondre au signalement donné par les témoins est retrouvée abandonnée dans le XXe arrondissement de Paris. Une enquête pour homicide volontaire est ouverte. Un jeune homme est interpellé en octobre 2020. 
Le meurtrier présumé, Abdoulaye D., un homme de 21 ans, comparait devant le tribunal judiciaire de Paris le 8 février 2022. Il est condamné pour homicide involontaire à cinq ans de prison, dont quatre ferme,. Il ne fait pas appel, son avocat considérant que « l'institution judiciaire a su rester mesurée ».